# گادال (مینه‌سوتا)
گادال (به انگلیسی: Godahl) یک منطقهٔ مسکونی در ایالات متحده آمریکا است که در شهرستان براون، مینه‌سوتا واقع شده‌است. گادال ۳۱۷٫۹۱ متر بالاتر از سطح دریا واقع شده‌است.